# Party Rock
Party Rock ist das erste Studioalbum des amerikanischen Duos LMFAO. Es wurde am 3. Juli 2009 von dem Label Interscope Records veröffentlicht.

## Hintergrund
Das Album hat Merkmale der elektronischen Musik mit Einflüssen des Hip-Hops, 1980er Synthie-Pop und Dance mit Texten über Partymachen und Spaß beim Nachtleben zu haben. Die EP Variante wurde am 1. Juli 2008 bei iTunes veröffentlicht. Das Album war für die Grammy Awards 2009 als Best Electronic/Dance Album nominiert. Es wurde bei KMA Music in Manhattan aufgenommen und gemischt. Das Lied Get Crazy wurde als Titellied für die MTV-Realityshow Jersey Shore verwendet und wird im iPod-/iPhone-Spiel Tap Tap Revenge 3 genutzt.

## Singles
Die erste Singleauskopplung des Albums war „I’m in Miami Bitch“ (die saubere Variante hieß „I’m in Miami Trick“), die Platz 51 der Billboard Hot 100 erreichte. Die zweite Single war La La La, die Platz 55 der Billboard Hot 100 erzielte. Die dritte Single war Shots, bei der Lil Jon mitwirkte und die auf Platz 68 der Hot 100 kam. Die vierte und letzte Single war Yes.

## Kritische Rezeption
Die erste Kritiken zu Party Rock waren gemischt. Bei Metacritic, das eine normalisierte Bewertung aus Mainstreamkritiken in % ermittelt, erhielt das Album eine durchschnittliche Bewertung von 63, die auf vier Kritiken basierte. Mikael Wood von der Los Angeles Times nannte Party Rock eine Mischung aus den „selben Freuden solcher Remixe: stampfende, von den 1980er Jahren inspirierte Beats, sofort griffige Synthisizer Hooklines, geschriene Schlagworte darüber, wie das, was auf der Party passiert, auf der Party bleibt“ (same pleasures as those remixes: thumping '80s-inspired beats, instantly catchy synth hooks, shouty catchphrases about how „what happens at the party stays at the party.“) Ginger Clements von Billboard sagte, dass die „DJs/Rapper Redfoo und Sky Blu (der Sohn und der Enkel von Motown Gründer Berry Gordy) alle textlichen Anforderungen für eine Sommerhymne erfüllen – sonnige Örtlichkeit, sexuelle Spannung und eine von Getränken befeuerte Nonstop-Party“ („DJ/rappers Redfoo and Sky Blu (the son and grandson, respectively, of Motown founder Berry Gordy) fulfill all the lyrical requirements for a summer anthem--sunny locale, sexual tension and a liquor-assisted nonstop party.“) John Bush von Allmusic nannte Party Rock „eine nachsichtige Platte mit einer Menge Spaß und Unreife, aber einem wahren Bedürfnis, eine musikalische Identität zu entwickeln“ („an indulgent record with plenty of fun and immaturity, but a real need for a growing musical identity.“) Jon Dolan of Rolling Stone calls Party Rock „a mixture of sleazy jams, booty boasts and enough irony to clog your Jacuzzi.“
Die Zeitschrift Rolling Stone vergab , Allmusic erteilte  und RapReviews beurteilte das Album mit .

## Titelliste
1. Rock the Beat – 0:54
2. I’m in Miami Bitch – 3:48
3. Get Crazy – 3:45
4. Lil’ Hipster Girl – 3:21
5. La La La – 3:29
6. What Happens at the Party – 5:54
7. Leaving U 4 the Groove – 3:31
8. I Don’t Wanna Be – 3:37
9. Shots (feat. Lil Jon) – 3:41
10. Bounce – 4:02
11. I Shake – 3:03
12. I Am Not a Whore – 3:15
13. Yes – 3:03
14. Scream My Name – 4:17

## Singleauskopplungen
| Jahr | Titel              | Höchstplatzierung, Gesamtwochen, AuszeichnungChartsChartplatzierungen (Jahr, Titel, , Platzierungen, Wochen, Auszeichnungen, Anmerkungen) | Anmerkungen                                                |
| Jahr | Titel              | US | Anmerkungen                                                |
| ---- | ------------------ | --- | ---------------------------------------------------------- |
| 2008 | I’m in Miami Bitch | US51 (20 Wo.)US | Erstveröffentlichung: 16. Dezember 2008 Verkäufe: 195.000  |
| 2009 | La La La           | US55 (7 Wo.)US | Erstveröffentlichung: 8. September 2009                    |
| 2009 | Shots              | US68 (18 Wo.)US | Erstveröffentlichung: 13. Oktober 2009 Verkäufe: 2.160.000 |
| 2009 | Yes                | — | Erstveröffentlichung: 15. Dezember 2009 Verkäufe: 505.000  |

## Kommerzieller Erfolg

### Chartplatzierungen
| ChartsChartplatzierungen       | Höchstplatzierung | Wochen |
| ------------------------------ | ----------------- | ------ |
| Vereinigte Staaten (Billboard) | 33 (25 Wo.)       | 25     |

### Auszeichnungen für Musikverkäufe
| Land/Region       | Auszeichnungen für Musikverkäufe (Land/Region, Auszeichnung, Verkäufe) | Verkäufe |
| ----------------- | ---------------------------------------------------------------------- | -------- |
| Kanada (MC)       | Gold                                                                   | 40.000   |
| Neuseeland (RMNZ) | Gold                                                                   | 7.500    |
| Insgesamt         | 2× Gold ·                                                              | 47.500   |